# Frank Elmore Ross
Frank Elmore Ross (2 de abril de 1874 - 21 de septiembre de 1960) fue un astrónomo y físico estadounidense, ligado primero a la compañía Kodak y al Observatorio Yerkes en la última etapa de su carrera.

## Semblanza
Ross nació en San Francisco, California, y murió en Altadena, California. En 1901, recibió su doctorado de la Universidad de California y en 1905 fue nombrado director de la estación del Servicio Internacional de Latitud, en Gaithersburg, Maryland. En 1915, comenzó a laborar como físico para la Compañía Eastman Kodak en Rochester, Nueva York. En 1924, aceptó un puesto en el Observatorio Yerkes, donde trabajó hasta su jubilación en 1939.
Su primer trabajo importante fue el cálculo de la primera órbita confiable de Febe, un satélite de Saturno, en 1905. También calculó las órbitas de los satélites de Júpiter, Himalia y Elara. Mientras trabajó para Eastman Kodak, estudió las emulsiones fotográficas y el diseño de lentes de gran amplitud angular para uso astronómico.
En el Observatorio Yerkes fue el sucesor del fallecido E. E. Barnard, de quien heredó una colección de placas fotográficas. Ross decidió repetir la misma serie de imágenes y comparar los resultados con un microscopio de parpadeo. Al hacerlo, descubrió 379 estrellas variables nuevas y más de 1000 estrellas con elevado movimiento propio. Algunas de esas estrellas resultaron ser bastante cercanas, y muchas de ellas (como Ross 154) todavía son generalmente conocidas por el número de catálogo que este les dio.
Durante la oposición de Marte de 1926, Ross fotografió el planeta en colores diferentes, utilizando el telescopio de 60 pulgadas del Observatorio de Monte Wilson. Al año siguiente, obtuvo fotografías de Venus en luz ultravioleta, que mostraban la estructura de su cubierta de nubes por primera vez.

## Corrector de coma de Ross
Ross publicó en 1935 un artículo que describe un corrector de dos lentes diseñado para eliminar la aberración de coma de los grandes espejos parabólicos de numerosos telescopios, como los del Observatorio del Monte Wilson y el de Caltech. Tal corrector es conocido desde entonces como corrector Ross.

## Reconocimientos
- Recibió la medalla John Price Wetherill, del Instituto Franklin, en 1928.[3]
- El cráter lunar Ross[4] lleva el nombre conjunto en su honor y en el del navegante y explorador británico del mismo apellido James Clark Ross (1800-1862).
- El cráter marciano Ross[5] también fue nombrado en su honor.